# Chilly-Mazarin
Chilly-Mazarin – miejscowość i gmina we Francji, w regionie Île-de-France, w departamencie Essonne.
Według danych na rok 1990 gminę zamieszkiwało 16 939 osób, a gęstość zaludnienia wynosiła 3041 osób/km² (wśród 1287 gmin regionu Île-de-France Chilly-Mazarin plasuje się na 175. miejscu pod względem liczby ludności, natomiast pod względem powierzchni na miejscu 639.).